# Beatrice Webb

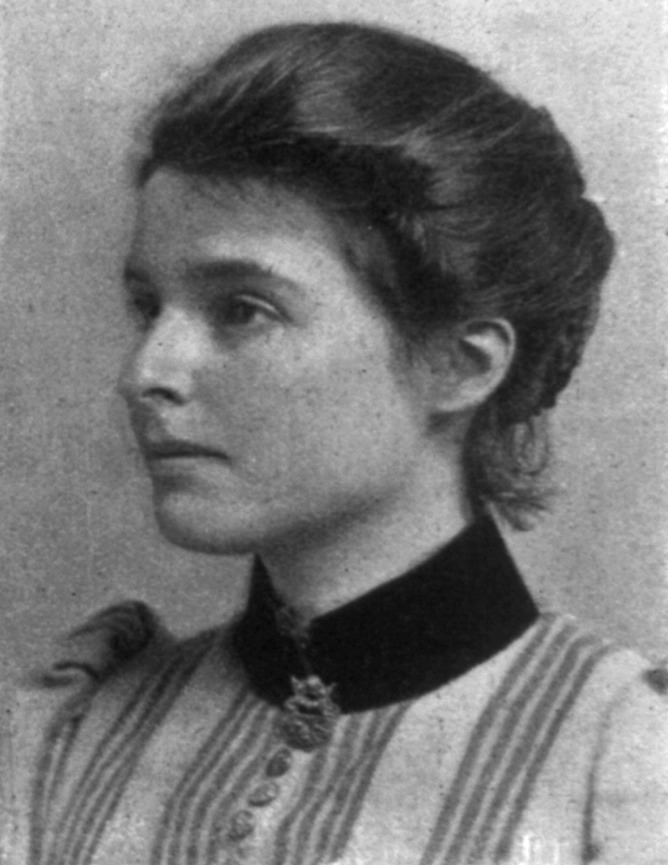
Beatrice Webb

Martha Beatrice Potter Webb (ur. 22 stycznia 1858 w Gloucester, zm. 30 kwietnia 1943 w Liphook) – brytyjska socjalistka i ekonomistka, żona laburzystowskiego polityka i ministra Sidneya Webba.

## Życiorys
Beatrice była wnuczką radykalnego deputowanego do Izby Gmin, Richarda Pottera. W 1883 wstąpiła do Charity Organization Society. W latach 80. XIX w. była związana z innym radykalnym deputowanym i późniejszym ministrem, Josephem Chamberlainem. Swojego przyszłego męża poznała w 1890. Ich ślub odbył się w 1892.
Małżonkowie blisko ze sobą współpracowali. Byli założycielami Towarzystwa Fabiańskiego i London School of Economics. Wspólnie napisali wiele opracowań ekonomicznych i historycznych. W 1913 założyli czasopismo New Statesman. Należeli do grona zwolenników Związku Radzieckiego. Kiedy w 1929 Sidney otrzymał tytuł parowski, Beatrice odmówiła używania przysługującego jej tytułu "lady Passfield" i pozostała przy swoim nazwisku.
Zmarła w 1943, na cztery lata przed swoim mężem. Została pochowana w nawie Opactwa Westminsterskiego.

## Publikacje

### Samodzielnie
- Cooperative Movement in Great Britain, 1891
- Wages of Men and Women: Should they be equal?, 1919
- My Apprenticeship, 1926
- Our Partnership, 1948

### Wspólnie z mężem
- History of Trade Unionism, 1894
- Industrial Democracy, 1897
- English Local Government, t. I-X, 1906–1929
- The Manor and the Borough, 1908
- The Break-Up of the Poor Law, 1909
- English Poor-Law Policy, 1910
- The Cooperative Movement, 1914
- Works Manager Today, 1917
- The Consumer's Cooperative Movement, 1921
- Decay of Capitalist Civilization, 1923
- Methods of Social Study, 1932
- Soviet Communism: A New Civilization?, 1935
- The Truth About Soviet Russia, 1942